# 热尔省巴瑟洛讷
热尔省巴瑟洛讷（法語：Barcelonne-du-Gers，法語發音：[baʁsəlɔn dy ʒɛʁ(s)]），法国西南部市镇，位于奥克西塔尼大区热尔省，隶属于米朗德区，其市镇面积为20.29平方公里，2022年1月1日时人口数量为1,378人，在法国城市中排名第7,649位。
热尔省巴瑟洛讷位于热尔省西部，阿杜尔河右岸，其西侧与朗德省接壤，是圣雅各之路上的一站，多条公路在此交汇。

## 地名来源
“Barcelonne”一名出自西班牙东北部同名城市，彼时当地领主阿马尼亚克的让一世按照巴塞罗那的城市风格来规划巴瑟洛讷，故由此得名。“-du-Gers”这一后缀自1893年起成为当地官方名称的一部分。
热尔省巴瑟洛讷所处区域历史上曾通行奥克语加斯科涅方言，“Barcelonne-du-Gers”在奥克语维基百科及Openstreetmap中对应的拼写为“Barçalona de Gers”。
此外，因翻译标准不同，“Barcelonne-du-Gers”在部分汉语资料中又被译为热尔省巴斯洛讷。

## 历史
热尔省巴瑟洛讷的早期历史尚不清楚。根据当地官方网站的论述，公元1118年，芒谢骑士团在热尔省巴瑟洛讷境内创建科塞医院（Hôpital Cosset）。1316年，在腓力四世的支持下，圣吉勒大修道院决定将科塞医院扩建成为一处城塞。当地领主阿马尼亚克的让一世于1343年将该城塞命名为巴瑟洛讷，彼时该地为圣雅各之路上的一站。宗教战争期间，巴瑟洛讷曾遭到破坏。法国大革命后，巴瑟洛讷成为热尔省的一个市镇。1814年反法战争期间，巴瑟洛讷曾被第一代威灵顿公爵阿瑟·韦尔斯利率兵占领，后者曾在此修建了一处军营。工业革命期间，巴瑟洛讷境内新建了多处公共设施建筑。第二次世界大战期间，12名抵抗运动成员于1944年6月13日在热尔省巴瑟洛讷被纳粹德军杀害。

## 地理

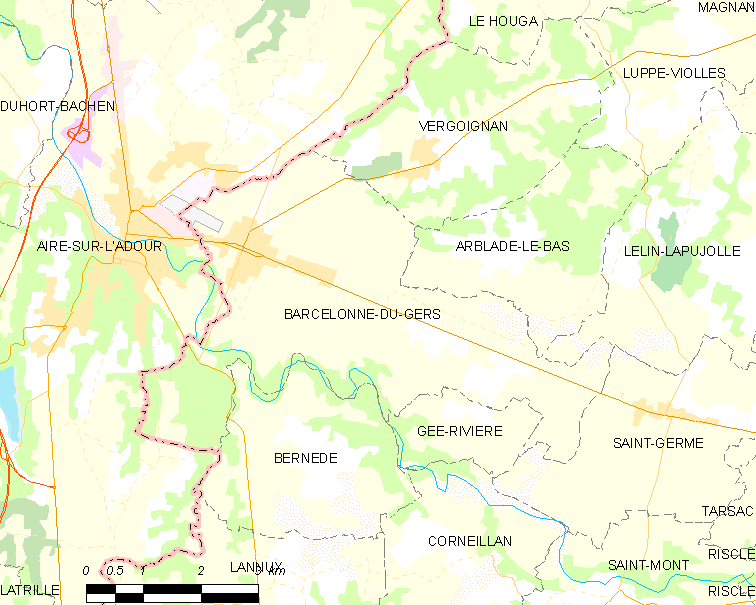
热尔省巴瑟洛讷市镇范围地图

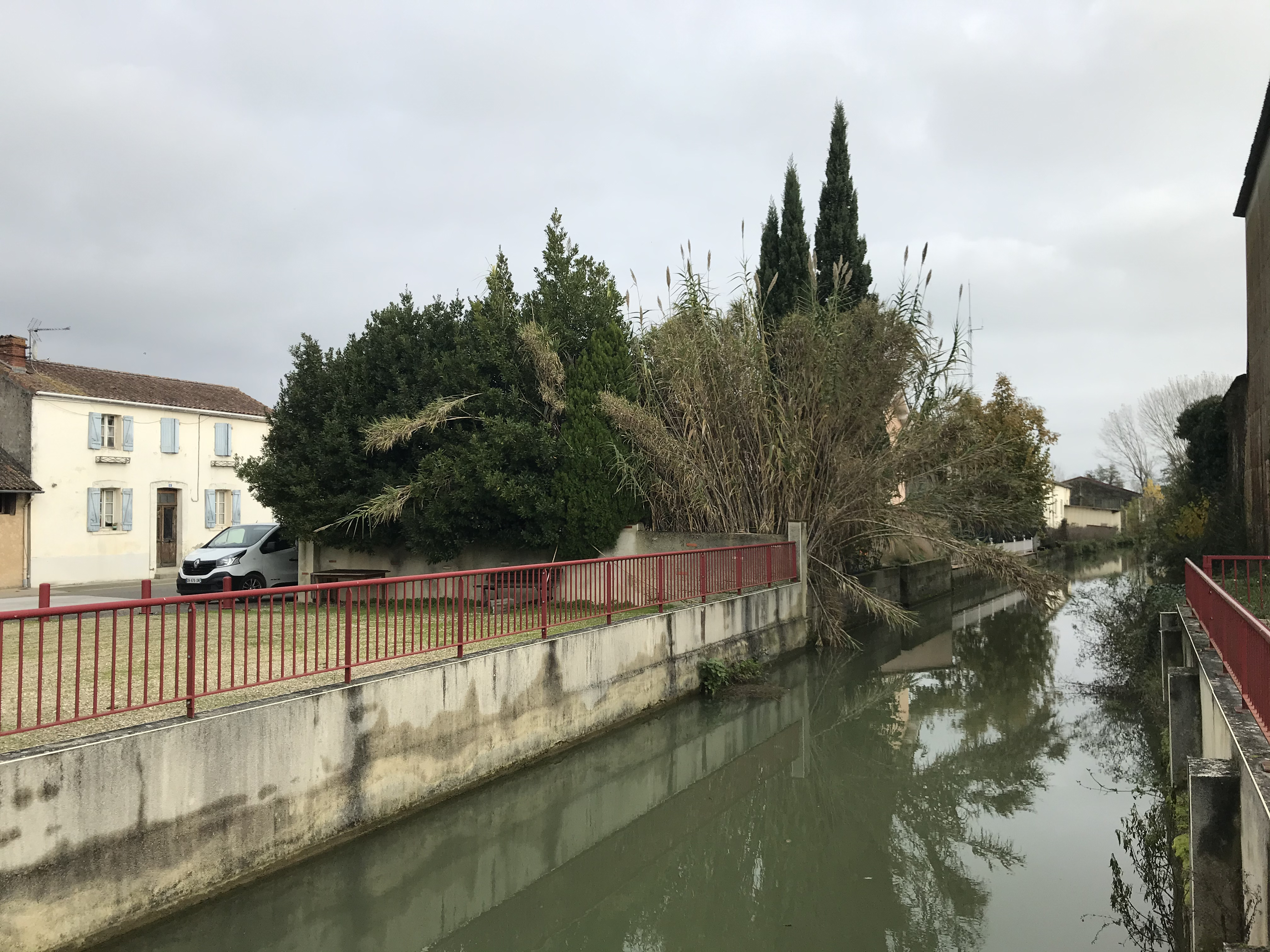
雅拉溪

热尔省巴瑟洛讷位于法国西南部，奥克西塔尼大区西部和热尔省西部，距离省会欧什大约80公里。与热尔省巴瑟洛讷接壤的市镇包括：阿杜尔河畔艾尔、下阿尔布拉德、热-里维耶尔、勒兰-拉皮若勒、贝尔内德、圣热尔梅和韦尔瓜尼昂。

### 地形
热尔省巴瑟洛讷位于阿基坦盆地腹地，境内以平原为主，市镇中心地势较为平坦，市镇范围东北部有丘陵分布，全境海拔在76到161米之间。

### 水文
阿杜尔河自东南向西北流经热尔省巴瑟洛讷市区西南部，其右岸支流蒂雷溪（ruisseau du Turré）在此与其交汇，另有一条引水渠流经镇中心，被称为雅拉溪（ruisseau du Jarras）。

### 植被
热尔省巴瑟洛讷属于温带阔叶混交林区，林地多分布于河流附近及坡地地带。
在鲜花城市的评比中，热尔省巴瑟洛讷暂未被评级。

### 气候
热尔省巴瑟洛讷在柯本气候分类法中属于温带海洋性气候（Cfb）。

## 行政区划
热尔省巴瑟洛讷的市镇编号为32027，邮政编号为32720。
在行政管理方面，热尔省巴瑟洛讷隶属于法国奥克西塔尼大区热尔省米朗德区；在地方选举方面，热尔省巴瑟洛讷隶属于热尔阿杜尔县，其市镇范围全境被划入热尔省第一选区；在社会管理方面，热尔省巴瑟洛讷是阿杜尔河畔艾尔市镇公共社区的组成部分。
截至2024年10月，热尔省巴瑟洛讷市镇范围内暂无任何城市敏感街区及城市政策优先街区。
法国国家统计与经济研究所（简称“INSEE”）在进行数据统计时，将热尔省巴瑟洛讷及相邻的阿杜尔河畔艾尔设为{阿杜尔河畔艾尔城市核心区，并将包括核心区在内的周边共4个市镇划为阿杜尔河畔艾尔城市区（Aire urbaine d'Aire-sur-l'Adour）。自2020年起，阿杜尔河畔艾尔城市区被包含23个市镇的阿杜尔河畔艾尔城市辐射区代替。此外，INSEE还将热尔省巴瑟洛讷市镇整体看作一个“块区”（IRIS），以便于统计人口分布情况。

## 交通

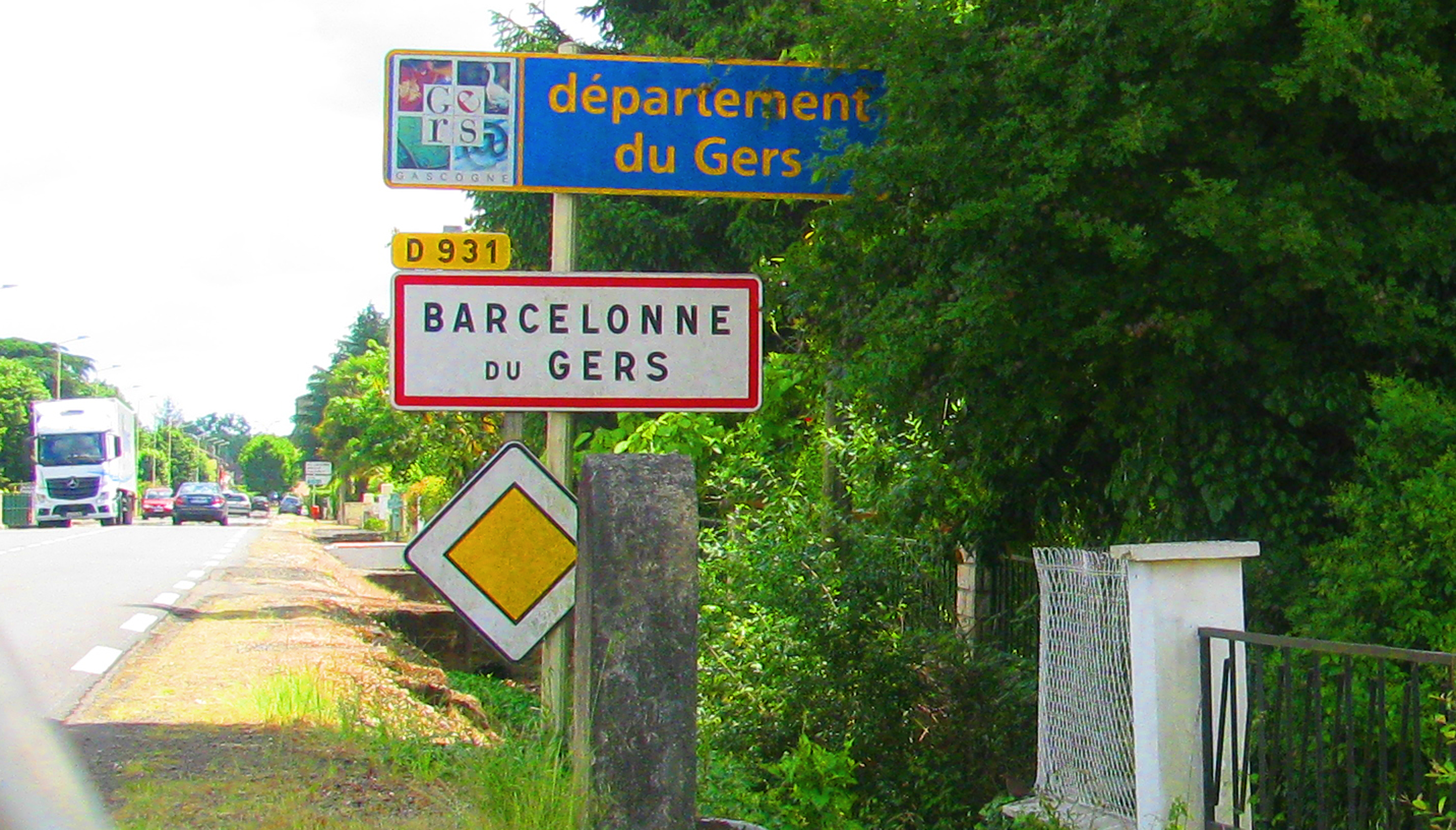
省道D931线入城路牌

### 公路
热尔省省道D22线、D39线、D107线、D931线和D935线在热尔省巴瑟洛讷境内交汇。奥克西塔尼大区公共交通（商业名称为“liO”）下属的城际客运934线和961线经停热尔省巴瑟洛讷，可通往欧什、塔布、蒙德马桑及阿杜尔河畔艾尔等地。
2021年，76.3%的热尔省巴瑟洛讷家庭拥有至少一辆私人汽车。2021年，热尔省巴瑟洛讷境内共发生各类交通事故2起，造成2人重伤。
| 6 | 5 |

| 欧什 | 78 |

| 诺加罗 | 18 |

| 艾尔 | 3 |

### 铁路
距离热尔省巴瑟洛讷最近的运营中的客运铁路车站为33公里外的蒙德马桑站，该站开行前往波尔多的区域列车。

### 航空
热尔省巴瑟洛讷距离波城机场的公路里程大约46公里。

### 城市公共交通
截至2024年10月，热尔省巴瑟洛讷暂无城市公共交通系统。

## 政治

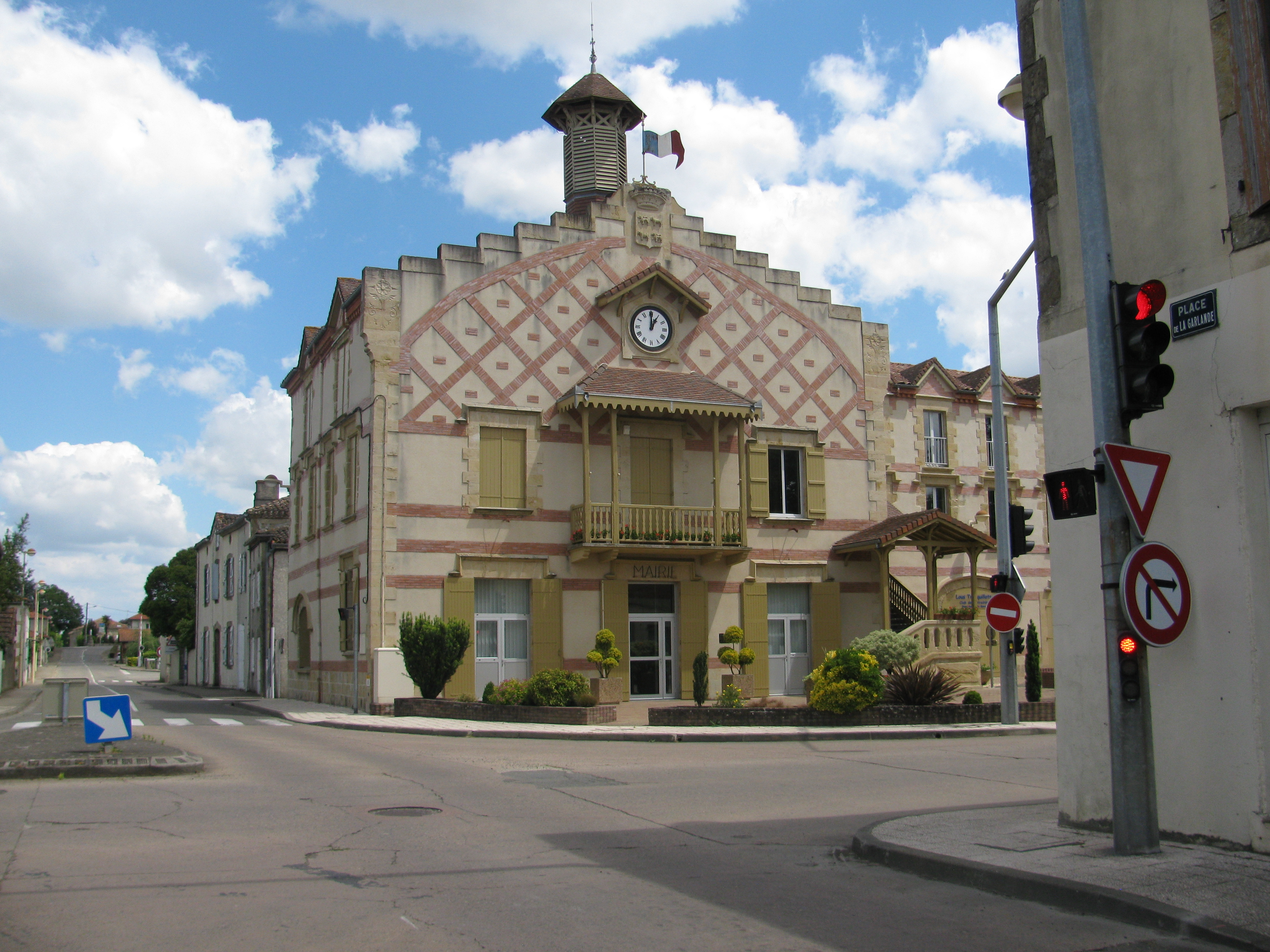
热尔省巴瑟洛讷市政厅

热尔省巴瑟洛讷的现任市长为塞德里克·贝尔杜莱先生（Cédric BERDOULET），他是社会党的一名成员，在2020年的市政选举中获得了100.00%的支持率（无其他候选人）。
在2022年的法国总统大选的第二轮选举中，法国第25任总统埃马纽埃尔·马克龙在热尔省巴瑟洛讷获得了58.05%的支持率。

## 人口
2021年，热尔省巴瑟洛讷市镇人口数量为1,358，在法国排名第7,649位。其中男性635人，女性723人，75岁及以上人口占12.8%，外籍人口数量为38人，人口密度为67人/平方公里，当地居民被称为（男性）或（女性）。2022年，热尔省巴瑟洛讷境内出生11人，死亡人口23人。
| 热尔省巴瑟洛讷1901年－2021年人口变化情况 |
|                                          |
| 数据来源：Cassini、INSEE                 |

## 经济
截至2024年10月，热尔省巴瑟洛讷市镇范围内共有各类用人单位（包含自雇）233家，平均历史为19年，其中99.07%为中小型企业（PME），2024年8月至10月间，当地的经济活力指数为0。（包装）、（房屋建造）及（房梁工程）是当地2022年已公布营业额最高的三个企业，分别为23,092,985欧元、1,029,090欧元和263,793欧元。

## 财政与居民收入
2022年，热尔省巴瑟洛讷的财政收入总额为977,030欧元，财政支出总额为747,410欧元，当年的债务总额为740,370欧元。2022年，热尔省巴瑟洛讷市镇通过增值税获得22,110欧元的收入，此外当地还共获得了150,530欧元的国家直接财政补助。
| 热尔省巴瑟洛讷居民收入情况                       | 热尔省巴瑟洛讷居民收入情况 | 热尔省巴瑟洛讷居民收入情况 | 热尔省巴瑟洛讷居民收入情况 |
| 内容                                             | 热尔省巴瑟洛讷             | 法国                       | 统计年份                   |
| ------------------------------------------------ | -------------------------- | -------------------------- | -------------------------- |
| 征税家庭总数                                     | 658                        | 1,081（法国市镇平均）      | 2022年                     |
| 居民平均月收入                                   | 2,039欧元                  | 2,435欧元                  | 2022年                     |
| 高级职员人均月收入                               | 不详                       | 4,331欧元                  | 2021年                     |
| 中级职员人均月收入                               | 不详                       | 2,470欧元                  | 2021年                     |
| 普通职员人均月收入                               | 不详                       | 1,801欧元                  | 2021年                     |
| 贫困率                                           | 不详                       | 14.5%                      | 2020年                     |
| 青壮年（15至64岁）失业率                         | 9.5%                       | 7.4%                       | 2020年                     |
| 征税家庭数量占比                                 | 41.8%                      | 45.5%                      | 2020年                     |
| 家庭年均纳税                                     | 1,961欧元                  | 4,393欧元                  | 2022年                     |
| 资料来源：INSEE、L'Internaute、Le Journal du Net |                            |                            |                            |

## 社会事务

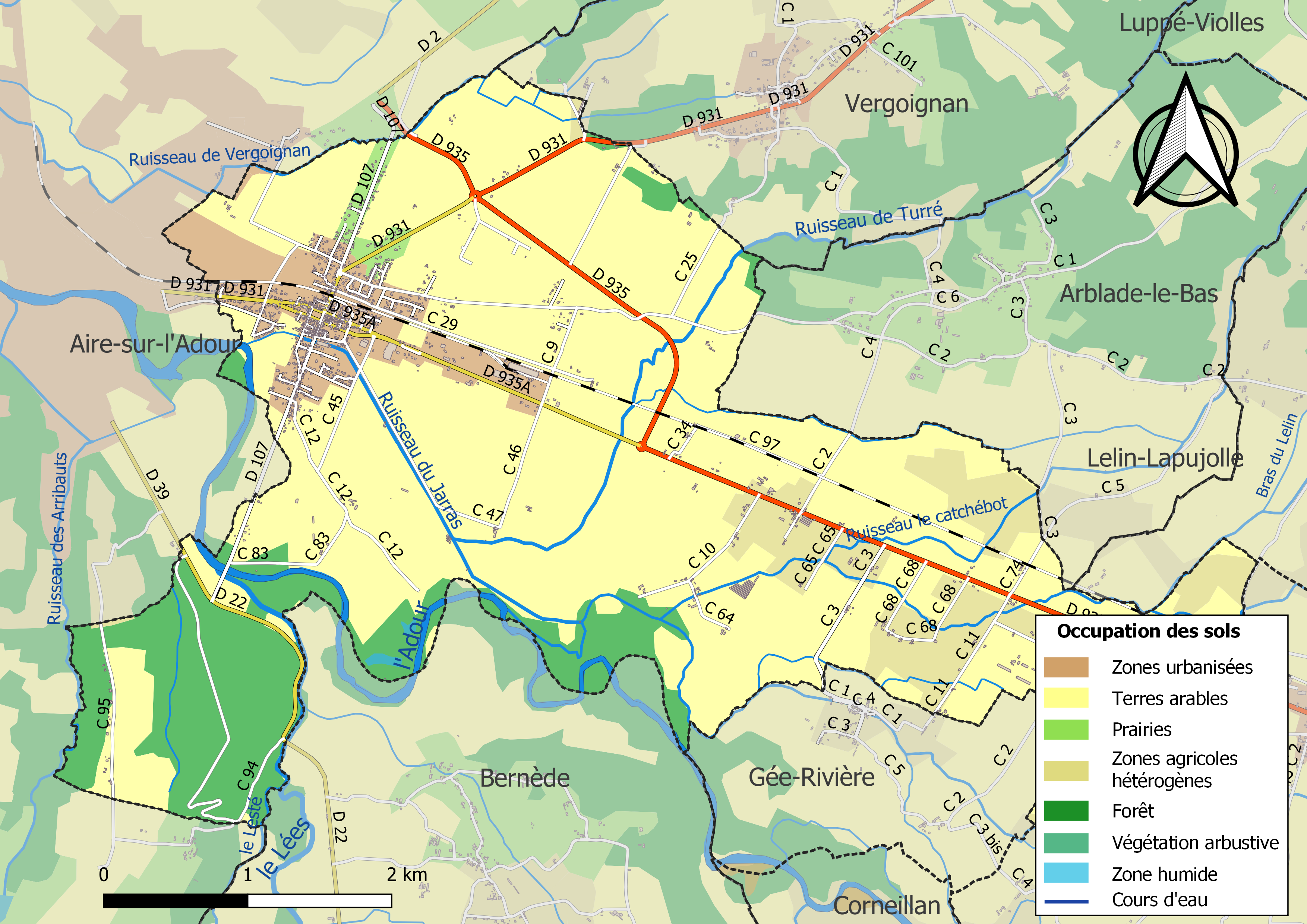
热尔省巴瑟洛讷土地利用情况地图

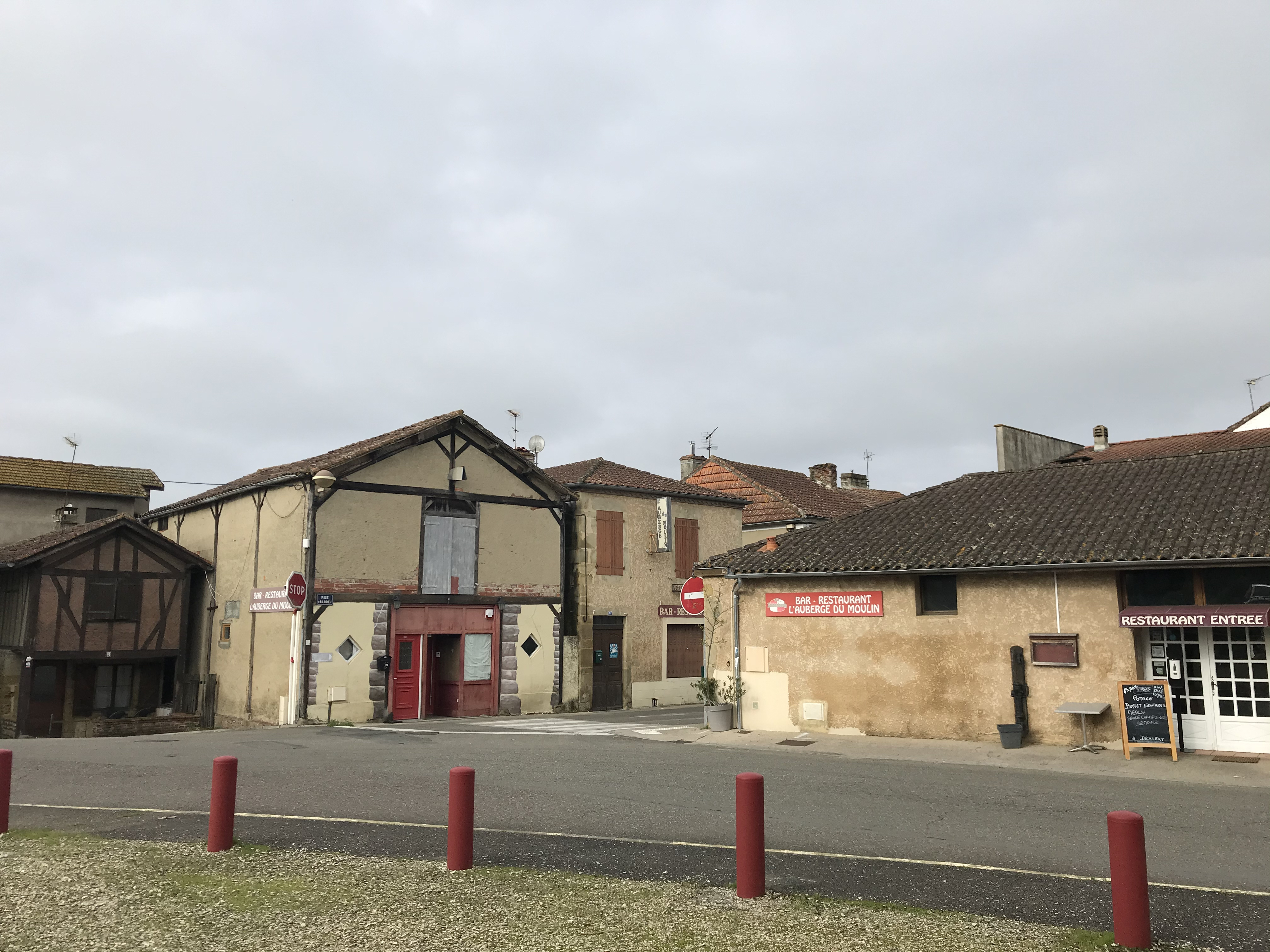
屠宰场街

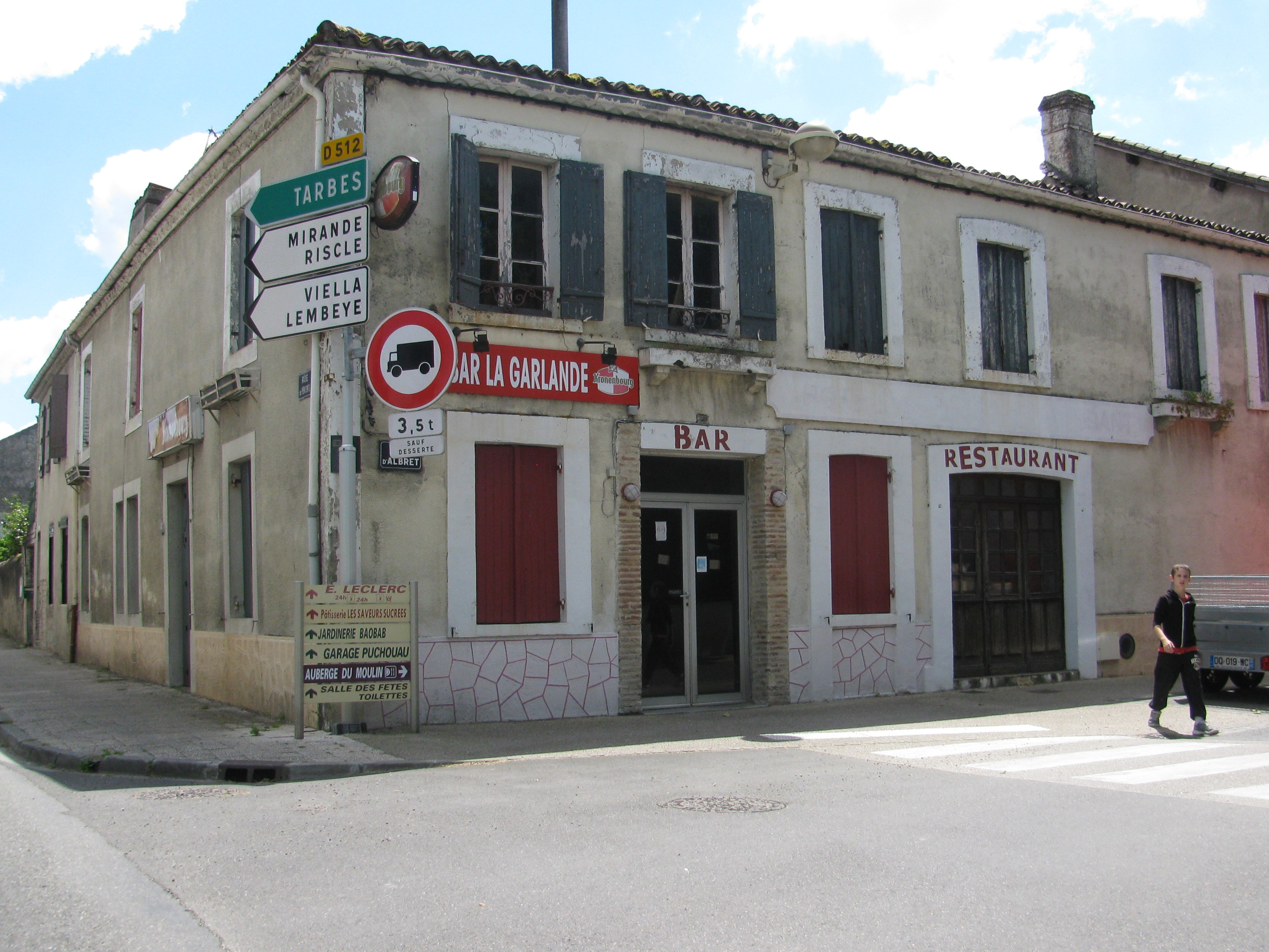
一处餐厅

### 教育
热尔省巴瑟洛讷属于图卢兹学区。截至2023年1月1日，热尔省巴瑟洛讷境内共有1所幼儿园和1所小学。

### 医疗
截至2023年1月1日，热尔省巴瑟洛讷境内共有全科医生1名和护士4名。
距离热尔省巴瑟洛讷最近的区域性医疗机构为诺加罗中心医院（Centre Hospitalier de Nogaro），其主病区位于诺加罗，距离热尔省巴瑟洛讷市区的正常车程大约18分钟，该院设有床位229个。

### 住房
2021年，热尔省巴瑟洛讷境内共有各类住房788套，其中90.6%为独立式住宅，9.1%为集中式住宅。常住房屋占热尔省巴瑟洛讷市镇范围内居民建筑总量的85.5%。
在住房保障政策方面，2023年，热尔省巴瑟洛讷境内共有235户家庭获得了家庭津贴补助，受益人数占总人口数量的17.3%，其中90份为房租补助。

### 商业
2021年，热尔省巴瑟洛讷境内共有各类实体商铺34家，其中面包房2家、肉铺1家、装饰品店1家、美容美发店4家、汽车维修店4家。

### 体育
2023年，热尔省巴瑟洛讷境内共有1间体育馆以及1处网球场。
截至2024年10月，热尔省巴瑟洛讷境内共有家注册足球俱乐部。
巴瑟洛讷-艾尔体育俱乐部（Club Sportif Barcelonn'aire）是当地的一个综合体育联盟，有多个项目的体育队。

### 环境
热尔省巴瑟洛讷的环境事务由其所属的阿杜尔河畔艾尔市镇公共社区联合各级政府协调负责。2021年，热尔省巴瑟洛讷境内共有1家污染企业。

### 治安
热尔省巴瑟洛讷及其附近的共203个市镇是孔东国家宪兵队（zone gendarmerie de Condom）的管辖范围。2020年，该宪兵队累计记录各类案件2,198起，其中盗窃类案件915起，经济类案件382起，毒品交易类案件176起。

## 文化

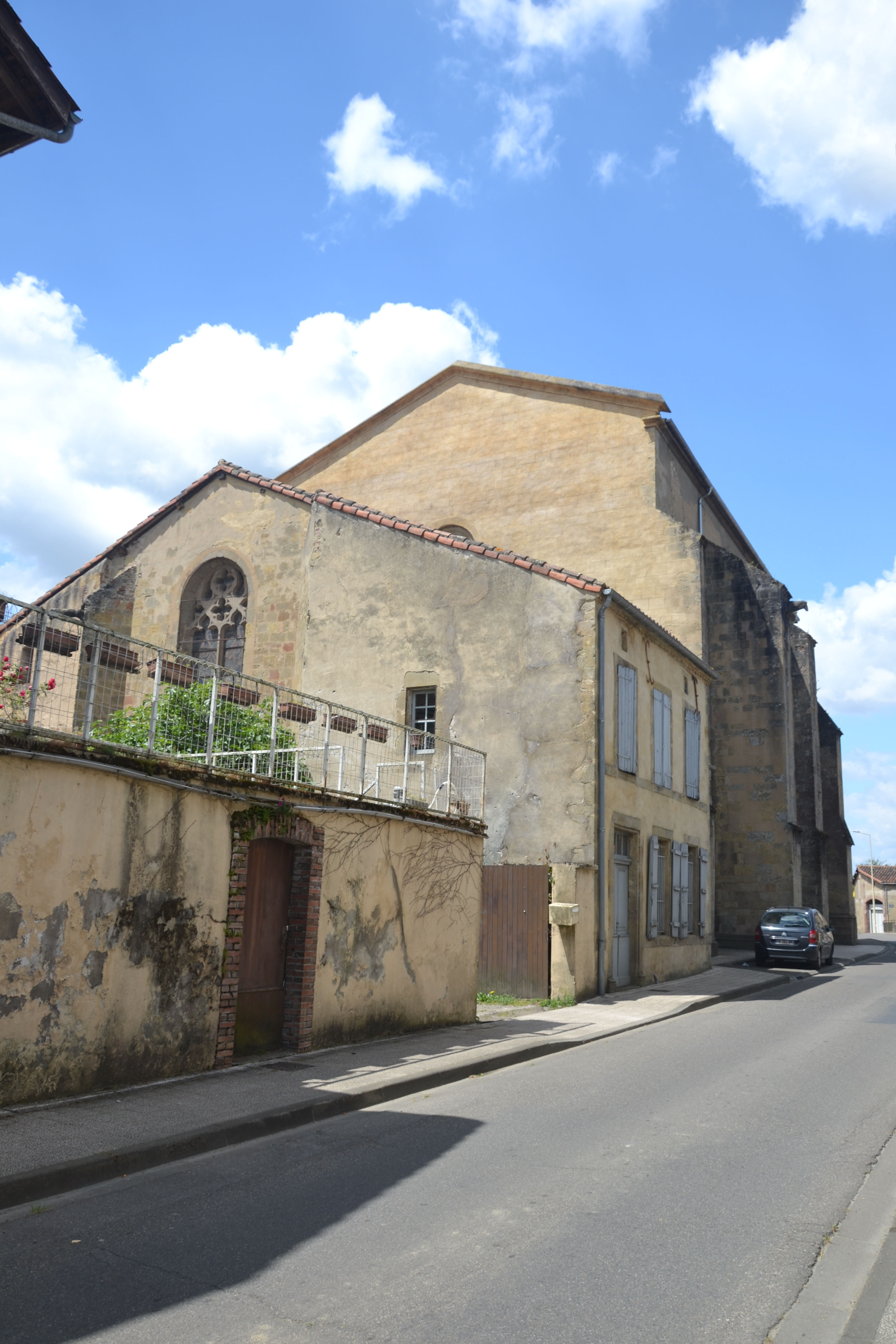
加尔默罗山圣母教堂

2021年，热尔省巴瑟洛讷境内暂无任何文化设施。热尔省巴瑟洛讷境内建有公共多媒体中心（Médiathèques Communautaires），每周二至六向公众开放。

### 建筑
热尔省巴瑟洛讷境内有多处历史建筑，其中加尔默罗山圣母教堂是当地的地标性建筑物。

### 旅游
热尔省巴瑟洛讷的旅游事务由其所属的阿杜尔河畔艾尔市镇公共社区联合各级政府协调负责。2024年，热尔省巴瑟洛讷境内暂无任何游客接待设施。

### 媒体
法国主要的媒体均可在热尔省巴瑟洛讷接收，法国电视三台下属的奥克西塔尼大区频道在部分时段播出热尔省巴瑟洛讷所在热尔省的地方新闻。蓝色法兰西加斯科涅广播、Hit FM32、《南部追寻》等是当地主要的地方性媒体。

## 友好城市
截至2024年10月，热尔省巴瑟洛讷暂未与任何城市建立友好城市关系。